# Атлантски Пиринеји
Атлантски Пиринеји (фр. Pyrénées-Atlantiques) департман је у југозападној Француској. Припада региону Нова Аквитанија, а главни град департмана (префектура) је По (град). Департман Атлантски Пиринеји је означен редним бројем 64. Његова површина износи 7.645 км². По подацима из 2010. године у департману Атлантски Пиринеји је живело 653.515 становника, а густина насељености је износила 85 становника по км².
Овај департман је административно подељен на:
- 3 округа
- 52 кантона и
- 547 општина.

## Демографија
| 1999.   | 2011.   |
| ------- | ------- |
| 600.018 | 656.608 |